# Follow the Deadlights
Follow the Deadlights ist das dritte Studioalbum der belgischen Heavy-Metal-/Hard-Rock-Band Diablo Blvd Es erschien am 9. Mai 2014 in Belgien und den Niederlanden über Play It Again Sam. Am 23. Januar 2015 wurde das Album weltweit über Nuclear Blast neu veröffentlicht.

## Entstehung
Anfang 2013 begannen der Sänger Alex Agnew und der Gitarrist Andries Beckers in Beckers Heimstudio mit dem Songwriting für das neue Album. Dabei arbeiteten die Musiker stark an Gesangslinien und Refrains. Aufgenommen wurde Follow the Deadlights in der Zeit von Mai bis August 2013 in den ICP Studios in Brüssel und in den Oceanside Studios in Ostende. Produziert wurde das Album von Ace Zec, während Jay Ruston das Album mischte. Das Mastering übernahm Paul Logus. Laut Andries Beckers wollte die Band das bestmögliche Team für das Album gewinnen und lobte die Arbeit der Produzenten für Bands wie Anthrax oder Stone Sour.
Mit dem Albumtitel will Sänger Alex Agnew ausdrücken, dass man etwas finden soll, das man liebt und dass dich töten soll. Peace Won by War drückt die laut Agnew „traurige Wahrheit“ aus, dass Frieden manchmal nur durch Krieg zustande kommen kann. Für die Lieder Follow the Deadlights, Rise Like Lions und Son of Cain wurden Musikvideos gedreht. Bei der Wiederveröffentlichung des Albums durch Nuclear Blast wurde die Titelliste des Albums leicht verändert. Das ursprünglich an vorletzter Stelle stehende Lied Rise Like Lions wurde auf die zweite Position vorgeschoben. Als Bonustitel wurde das Album um das Lied Saint of Killers ergänzt, dass bereits auf dem 2011 veröffentlichten Vorgängeralbum Builders of Empires erschienen war.

## Titelliste
| Originalversion | Wiederveröffentlichung |
| --- | --- |
| 1. Beyond the Veil – 4:33 2. Get Up 9 – 4:38 3. Follow the Deadlights – 5:07 4. Son of Cain – 4:13 5. We Are Legion – 5:03 6. Fear Is for the Enemy – 4:17 7. Peace Won by War – 3:54 8. End of Time – 5:15 9. Rise Like Lions – 4:22 10. Inhuman – 5:40 | 1. Beyond the Veil – 4:33 2. Rise Like Lions – 4:22 3. Get Up 9 – 4:38 4. Follow the Deadlights – 5:07 5. Son of Cain – 4:13 6. We Are Legion – 5:03 7. Fear Is for the Enemy – 4:17 8. Peace Won by War – 3:54 9. End of Time – 5:15 10. Inhuman – 5:40 11. Saint of Killers – 4:32 |

## Rezeption
Laut Katrin Riedl vom deutschen Magazin Metal Hammer punktet das Album „mit Eingängigkeit, der charismatisch tiefen Stimme Agnews und mit spannenden Texten“. Da die Band „ein Händchen dafür haben, Härte mit melodischen Gefühl passend zu verbinden“ vergab sie fünf von sieben Punkten. Norman R. vom Onlinemagazin Musikreviews freute sich, dass es „endlich wieder eine Band gibt, die harte Musik mit Radiopotential seriös zusammenbringt“. Auch wenn „nicht jeder Song restlos überzeugen kann“ könnte die Band „den Weg beschreiten, den Volbeat geebnet haben“ und vergab elf von 15 Punkten. Hingegen fehlt Ronny Bittner vom deutschen Magazin Rock Hard bei den meisten Liedern „das entscheidende Quäntchen Dringlichkeit im Gesang“ oder eine „wirklich herausragende Hookline“. Bittner vergab sieben von zehn Punkten.
Follow the Deadlights stieg auf Platz fünf der belgisch-flämischen Albumcharts ein.